# Carrie Underwood: Live 2006
Carrie Underwood: Live 2006 — перший тур американської кантрі-співачки Керрі Андервуд у підтримку її дебютного альбому «Some Hearts». Турне розпочалося в квітні та закінчилося у листопаді 2006. Більшість концертів проходили на території США.

## Список композицій
1. "We're Young and Beautiful"
2. "That's Where it Is"
3. "Wasted"
4. "Lessons Learned"
5. "Don't Forget to Remember Me"
6. "Inside Your Heaven"
7. "Patience"
8. "Sweet Child O' Mine"
9. "Before He Cheats"
10. "I Just Can't Live a Lie"
11. "The Night Before (Life Goes On)"
12. "Jesus, Take the Wheel"
13. "Some Hearts"

Замовлення на біс
1. "Whenever You Remember"
2. "I Ain't in Checotah Anymore"

## Дати турне
- 4 квітня — Бірмінгем, Алабама (BJCC)
- 7 квітня — Темекула, Каліфорнія (Pechanga Resort & Casino)
- 8 квітня — Флоренція, Аризона (Country Thunder USA)
- 4 травня — Вест Палм Бітч, Флорида (Sunfest)
- 12 травня — Діксон, Каліфорнія (Dixon May Fair)
- 13 травня — Келсейвайл, Каліфорнія (Konocti Field Ampithater)
- 14 травня — Кабазон, Каліфорнія (Morongo Casino)
- 27 травня — Вірджинія Бітч, Вірджинія (Patriotic Festival)
- 8 червня — Пайор Крік, Оклахома (Pryor Creek Country Music Festival)
- 9 червня — Сомсток, Небраска (Comstock Windmill Festival)
- 10 червня — Нашвілл, Теннессі (CMA Music Festival)
- 24 червня — Гранд Джунктіон, Колорадо (Country Jam USA)
- 25 червня — Кадотт, Вісконсин (Country Fest)
- 3 липня — Дел Мар, Каліфорнія (San Diego County Fair)
- 6 липня — Форт Лорамі, Огайо (Country Concert at Hickory Hill Lakes)
- 8 липня — Мілвокі, Вісконсин (Summerfest)
- 9 липня — Фовлервайл, Мічиган (Fowlerville Fair)
- 15 липня — Клаірсвайлл, Огайо (Jamboree in the Hills)
- 19 липня — Твін Лейкс, Вісконсин (Country Thunder USA)
- 21 липня — Гантсвілл, Алабама (Redstone Arsenal Army Base)
- 27 липня — Шайєнн Вайомінг (Cheyenne Frontier Days)
- 28 липня — Мінот, Північна Дакота (North Dakota State Fair)
- 29 липня — Грейт Фоллс, Монтана (Montana State Fair)
- 2 серпня — Пасо Роблес, Каліфорнія (California Mid-State Fair)
- 4 серпня — Мурфус, Каліфорнія (Ironside Ampitheatre)
- 6 серпня — Світ Хом, Орегон (Oregon Jamboree)
- 9 серпня — Сайокс Фоллс, Південна Дакота (Sioux Empire Fair)
- 12 серпня — Бетлехем, Пенсільванія (Musikfest)
- 14 серпня — Левісбург, Західна Вірджинія (West Virginia State Fair)
- 16 серпня — Гамбург, Нью-Йорк (Erie County Fair)
- 17 серпня — Рама, Онтаріо (Casino Rama)
- 18 серпня — Седалія, Міссурі(Missouri State Fair)
- 24 серпня — Клівленд, Огайо (Quicken Loans Arena)
- 27 серпня — Ессекс Джунктайон, Вермонт (Champlain Valley Expostion)
- 28 серпня — Сірак'юс, Нью-Йорк (New York State Fair)
- 30 серпня — Пабло, Колорадо (Colorado State Fair)
- 8 вересня — Альбукерке, Нью-Мексико (New Mexico State Fair)
- 9 вересня — Хатчінсон, Канзас (Kansas State Fair)
- 12 вересня — Йорк, Пенсільванія (York Fair)
- 14 вересня — Фейєттвілл, Північна Кароліна (Cumberland County Fair)
- 17 вересня — Рідгефілд, Вашингтон (Clark County Country Jamboree)
- 27 вересня — Блумсбург, Пенсільванія (Bloomsburg Fair)
- 1 жовтня — Західний Спрингфілд, Массачусетс (Eastern State Expo)
- 19 жовтня — Пеорія, Іллінойс (Civic Center Arena)
- 20 жовтня — Форт Вейн, Індіана (Allen County War Memorial Coliseum)
- 21 жовтня — Кейп Гірардеу, Міссурі (Show Me Center)
- 22 жовтня — Бренсон, Міссурі (Grand Palace)
- 26 жовтня — Трентон, Нью-Джерсі (Sovereign Bank Arena)
- 27 жовтня — Верона, Нью-Йорк (Turning Stone Casino)
- 28 жовтня — Балтимор, Меріленд (1st Mariner Arena)
- 2 листопада — Джексон, Міссісіпі (Mississippi Coliseum)
- 3 листопада — Лафойтте, Луїзіана (Cajundome)
- 4 листопада — Вудленс, Техас (C.W. Mitchell Pavilion)
- 9 листопада — Колумбія, Південна Кароліна (Colonial Center)
- 10 листопада — Грінвейл, Південна Кароліна (Bi LO Center)
- 11 листопада — Саванна, Джорджія (Savannah Theatre)
- 16 листопада — Сан-Антоніо, Техас (AT&T Center)
- 17 листопада — Вічита-Фолс, Техас (Kay Yeager Coliseum)
- 18 листопада — Оклахома-Сіті, Оклахома (Ford Center)
- 30 листопада — Колорадо-Сприігс, Колорадо (World Arena)